# The Truth About Youth
The Truth About Youth è un film del 1930 diretto da William A. Seiter.
La commedia When We Were Twenty-One di H.V. Esmond da cui è tratto il soggetto del film era già stata portata sullo schermo nel 1915 dal film omonimo, registi Hugh Ford e Edwin S. Porter, e da un secondo When We Were 21 del 1921, con la regia di Henry King.

## Produzione
Il film fu prodotto dalla First National Pictures e dalla Vitaphone Corporation (con il nome Vitaphone).

## Distribuzione
Il film uscì il 3 novembre 1930, distribuito dalla First National Pictures.